# Транспорт Греції
Транспорт Греції представлений автомобільним , залізничним , повітряним , водним (морським)  і трубопровідним , у населених пунктах  та у міжміському сполученні діє громадський транспорт пасажирських перевезень. Площа країни дорівнює 131 957 км² (97-ме місце у світі). Форма території країни — складна; максимальна дистанція з півночі на південь — 587 км, зі сходу на захід — 555 км. Географічне положення Греції дозволяє країні контролювати транспортні шляхи між Європою і Близьким Сходом; акваторіями Середземного і Чорного морів. Гористий рельєф країни перешкоджає широкому розвитку транспортної мережі. Проте періодично в країні впроваджуються нові проєкти, покликані підвищити безпеку руху та розширити транспортну інфраструктуру. Значний імпульс розвитку транспортної інфраструктури надало будівництво напередодні проведення Олімпійських ігор 2004 року в Афінах.

## Автомобільний
Загальна довжина автошляхів у Греції, станом на 2012 рік, дорівнює 116 960 км, з яких 41 357 км із твердим покриттям (1 091 км швидкісних автомагістралей) і 75 603 км без нього (40-ве місце у світі).

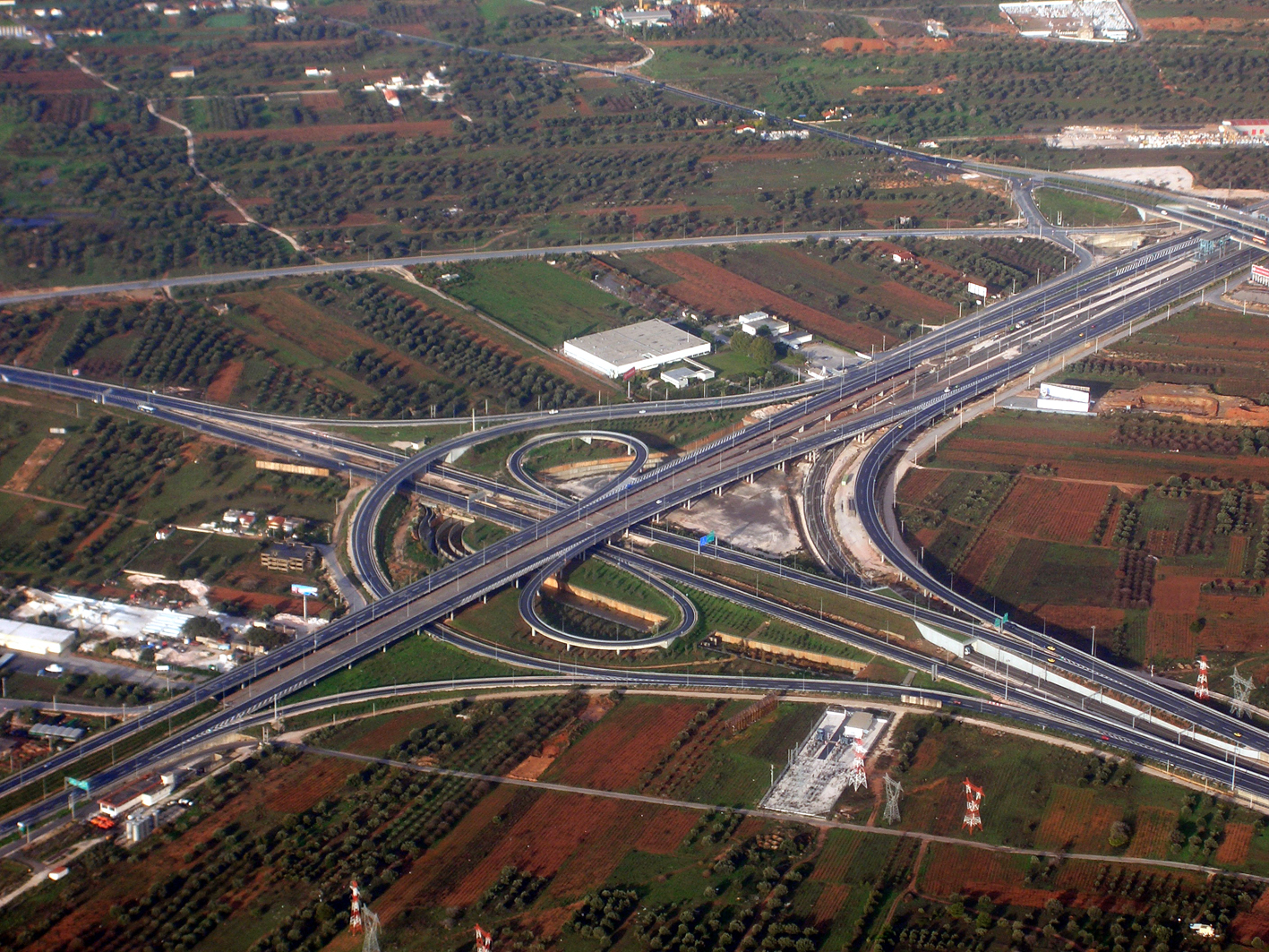
Автомобільна розв’язка Аттікі-Одос

В Аттиці 2004 року завершено будівництво швидкісної автомагістралі Аттікі-Одос, яка сполучила передмістя агломерації Афін із міжнародним аеропортом «Елефтеріос Венізелос». Вона вважається однією з найбезпечніших автомагістралей в Європі. Розрахунки показали, що автомобілісти заощаджуватимуть 2 млн літрів палива на день, користуючись Аттікі-Одос, що веде до значної фінансової та неоціненної екологічної вигоди. Крім того будівництво Аттікі-Одос — наймасштабніше будівництво в Аттиці новогрецької історії — виявили розмаїття артефактів, які передано археологічному товариств.
У Північний Греції в стадії будівництва перебувають кілька ділянок головної автостради країни — Егнатія-Одос (загальна протяжність близько 680 км). Влітку 2009 року відкритий рух ділянкою Автобану 1 сполученням Афіни — Салоніки (східне узбережжя) — перша черга швидкісної автомагістралі PATHE — осьового шляху, який сполучить міста Патри, Афіни та Салоніки.
До категорії платних автошляхів у Греції належить три автодороги Етнікі-Одос — 1/E75, 7/E65 та 8A/E94.

### Мости
2004 року міст Ріо-Антіріо (офіційна назва «Харілаос Трикупіс») з'єднав західний Пелопоннес із західною частиною Центральної Греції через Коринфську затоку, сполучення між якими попередньо існувало тільки морем, і став найдовшим вантовим мостом в Європі (довжина 2 880 м).

## Залізничний
Загальна довжина залізничних колій країни, станом на 2014 рік, становила 2 548 км (64-те місце у світі), з яких 1 565 км стандартної 1435-мм колії (764 км електрифіковано), 961 км вузької 1000-мм колії; 22 км вузької 750-мм колії. До 2004 року всі наявні залізничні лінії були вдосконалені та оснащені сучасним швидким рухомим складом.

## Повітряний
У країні, станом на 2013 рік, діє 77 аеропортів (69-те місце у світі), з них 68 із твердим покриттям злітно-посадкових смуг і 9 із ґрунтовим. Напередодні Олімпіади 2004 року аеропорти Греції були радикально модернізовані. Будівництво нових терміналів та реконструкція аеропорту «Елефтеріос Венізелос», сертифікованого Європейським агентством авіаційної тезпеки та Федеральним управлінням цивільної авіації США щодо перевезень літаком Airbus A380, стало важливою віхою у справі поліпшення міжнародного повітряного сполучення. Аеропорти країни за довжиною злітно-посадкових смуг розподіляються наступним чином (у дужках окремо кількість без твердого покриття):
- довші за 10 тис. футів (>3047 м) — 6 (0);
- від 10 тис. до 8 тис. футів (3047-2438 м) — 15 (0);
- від 8 тис. до 5 тис. футів (2437—1524 м) — 19 (0);
- від 5 тис. до 3 тис. футів (1523—914 м) — 18 (2);
- коротші за 3 тис. футів (<914 м) — 10 (7)[1].

У країні, станом на 2015 рік, зареєстровано 9 авіапідприємств, які оперують 93 повітряними суднами. Найбільшими міжнародними авіаперевізниками Греції були Olympic Air, заснована 1957 року магнатом Аристотелем Онассісом, і Aegean Airlines, заснована 1987 року. Проте 2009 року компанії оголосили про об'єднання під назвою Olympic Air. Найбільший внутрішній регіональний авіаперевізник — компанія Athens Airways, створена 2009 року, сполучає Афіни, Салоніки, Мітилену та Кавалу з основними містами на півночі Греції, а також деякими грецькими островами, виконує також чартерні рейси. За 2015 рік загальний пасажирообіг на внутрішніх і міжнародних рейсах становив 12,58 млн осіб. За 2015 рік повітряним транспортом було перевезено 27,45 млн тонно-кілометрів вантажів (без врахування багажу пасажирів).
У країні, станом на 2013 рік, споруджено і діє 9 гелікоптерних майданчиків.
Греція є членом Міжнародної організації цивільної авіації (ICAO). Згідно зі статтею 20 Чиказької конвенції про міжнародну цивільну авіацію 1944 року, Міжнародна організація цивільної авіації для повітряних суден країни, станом на 2016 рік, закріпила реєстраційний префікс — SX, заснований на радіопозивних, виділених Міжнародним союзом електрозв'язку (ITU). Аеропорти Греції мають літерний код ІКАО, що починається з — LG.

## Водний

### Морський
Головні морські порти країни: Аспропіргос, Пачі, Пірей, Салоніки. Нафтові термінали: Агіо-Теодорі. СПГ-термінали для імпорту скрапленого природного газу діють у портах: Ревітусса. Пірейський порт — найбільший пасажирський порт в Європі та третій у світі. У Пірейському порту працюють поромні компанії: Minoan Lines, ANEK Lines, Blue Star Ferries, GA Ferries, NEL Lines, LANE Lines, Aegean Speed Lines, Hellenic Seaways, Louis Cruise Lines, Monarch Classic Cruises та інші. Інші великі морські порти: Александруполіс, Елефсін, Іракліон, Кавала, Керкіра, Халкіда, Ігумениця, Патри, Салоніки, Волос, Мітилена, Родос, Каламата, Нафпліон, Скарамангас.

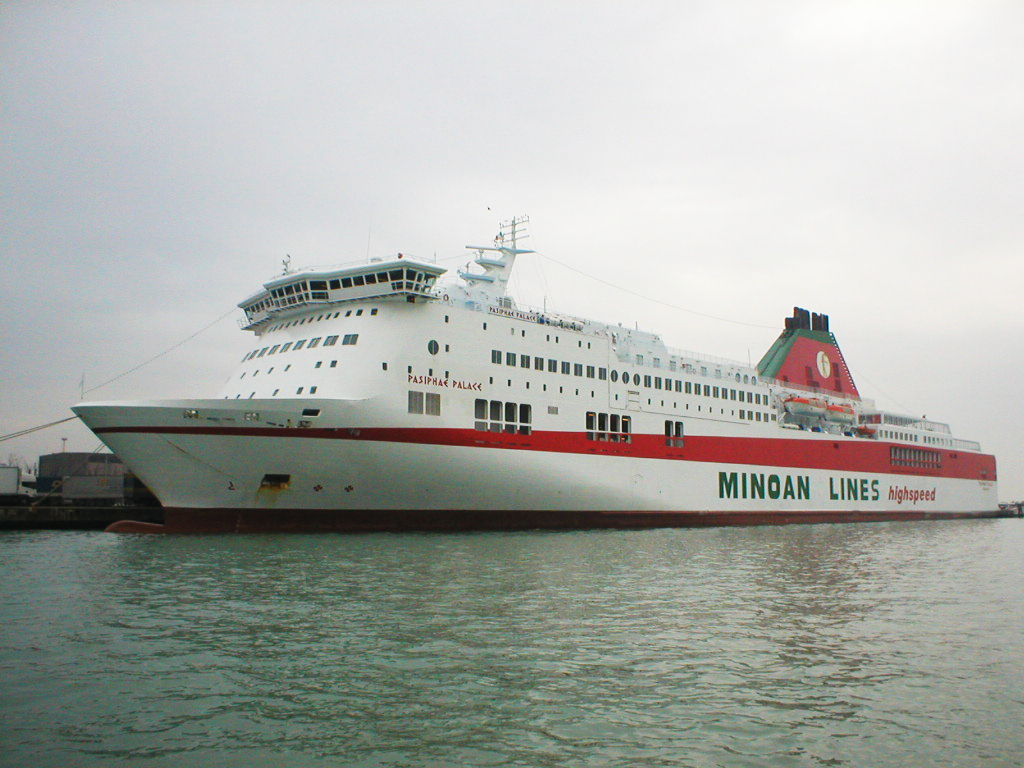
Пасажирський пором компанії Minoan Lines

Морський торговий флот країни, станом на 2010 рік, складався з 860 морських суден з тоннажем більшим за 1 тис. реєстрових тонн (GRT) кожне (12-те місце у світі), з яких: балкерів — 262, суховантажів — 49, інших вантажних суден — 1, танкерів для хімічної продукції — 68, контейнеровозів — 35, газовозів — 13, пасажирських суден — 7, вантажно-пасажирських суден — 109, нафтових танкерів — 302, ролкерів — 14.
Станом на 2010 рік, кількість морських торгових суден, що ходять під прапором країни, але є власністю інших держав — 42 (Бельгії — 17, Бермудських Островів — 3, Кіпру — 3, Італії — 5, Великої Британії — 6, Сполучених Штатів Америки — 8); зареєстровані під прапорами інших країн — 2459 (Антигуа і Барбуди — 4, Багамських Островів — 225, Барбадосу — 14, Белізу — 2, Бермудських Островів — 8, Бразилії — 1, Кабо-Верде — 1, Камбоджі — 2, Кайманових Островів — 9, Коморських Островів — 4, Кюрасао — 1, Кіпру — 201, Домініки — 4, Єгипту — 8, Гібралтару — 8, Гондурасу — 4, Гонконгу — 27, Індонезії — 1, Острову Мен — 62, Італії — 7, Ямайки — 3, Ліберії — 505, Мальти — 469, Маршаллових Островів — 408, Мексики — 2, Молдови — 1, Панами — 379, Філіппінам — 5, Португалії — 2, Сент-Кіттсу і Невісу — 2, Сент-Вінсенту і Гренадин — 42, Сан-Томе і Принсіпі — 1, Саудівської Аравії — 4, Сінгапуру — 22, Об'єднаних Арабських Еміратів — 3, Уругваю — 1, Вануату — 3, Венесуели — 4, невстановленої приналежності — 10).
Грецький торговельний флот забезпечує приблизно 20 % ВВП Греції, це найбільша галузь економіки країни. При цьому станом на 2010 рік грецькі судновласники володіють 25 % всього світового флоту. Для порівняння, станом на 2001 рік вони володіли 17,4 % світового флоту. Грецьке каботажне судноплавство найбільш значуще в Європі. Найбільші транснаціональні поромні переправи: Європа — Близький Схід, Бриндізі — Патри.

### Річковий
Загальна довжина судноплавних ділянок річок і водних шляхів, доступних для суден з дедвейтом понад 500 тонн, 2012 року становила 6 км (106-те місце у світі). Коринфський канал довжиною 6 км на Коринфському перешийку скорочує плавання навколо півострова Пелопоннес на 325 км.

## Трубопровідний
Загальна довжина газогонів у Греції, станом на 2013 рік, становила 1 329 км; нафтогонів — 94 км. Нафтопровід Aspropyrgos Refinery перетинає Аспропіргос, Скарамангас та інші муніципалітети Аттики. Триває розробка проєкту будівництва Трансбалканського трубопроводу Александруполіс-Бургас, який мав би для Греції стратегічне значення, проте Болгарія відмовилась від проєкту. Греція стане однією з країн, територією яких буде прокладено італійський проєкт системи газопроводів «Південний потік», 29 квітня 2008 року країна приєдналась до проєкту. У Москві за підсумками переговорів президента Росії Володимира Путіна і прем'єр-міністра Греції Константіноса Караманліса було підписано міжурядову угоду про будівництво грецької ділянки «Південного потоку». На території Греції побудують південно-західну наземну гілку трубопроводу, яка потім пройде через Іонічне море до Італії. 7 травня 2010 року «Газпром» і грецька компанія DESFA (дочірнє підприємство DEPA — державної корпорації, що займається розподілом природного газу) підписали в Москві угоду про будівництво грецької ділянки газопроводу «Південний потік».

## Міський громадський
Напередодні Олімпіади у Греції, а особливо в Афінах, вдосконалено міський громадський транспорт, запущено швидкісний приміський трамвай, введено в експлуатацію 2 і 3 гілку афінського метрополітену. Цілком оновлено рухомий склад гілки Проастіакос «Афіни-Пірей». Електрична магістраль останньої була продовжена та сполучена із національною залізничною мережею.
Внаслідок боргової кризи 2010 року більшість підприємств громадського транспорту в Греції стали збитковими. Дефіцит бюджетів таких компаній, як Організація грецьких залізниць, ІСАП (електрична залізнична лінія Пірей-Кіфісія), ILPAP (Афінський тролейбус), Ethel, Eas (автобусні лінії в Афінах і Салоніках), Hellenic Aerospace Industry, Hellenic Tourism Properties (або Hellenic Tourism Development), в період 2077—2009 років зріс на 31 % і склав 1,7 млрд. євро в 2009 році — на 6,3 % вище у порівнянні з попереднім роком, у той час як їхній борг становить 12 млрд. євро, що також перевищує на 10 % відповідний період 2008 року. У зв'язку із цим, уряд Греції має намір здійснити широку програму реструктуризації галузі.

## Державне управління
Держава здійснює управління транспортною інфраструктурою країни через окремі галузеві міністерства транспорту та інфраструктури і судноплавства та острівної політики. Станом на 25 листопада 2016 року міністерства в уряді Алексіса Ципраса очолювали Христос Спіртзіс та Панагіотіс Курумбліс, відповідно.

### Українською
- Атлас. 10-11 клас. Економічна і соціальна географія світу / упорядники :  О. Я. Скуратович, Н. І. Чанцева. — К. : ДНВП «Картографія», 2010. — ISBN 978-966-475-639-3.
- Атлас світу / голов. ред. І. С. Руденко ; зав. ред. В. В. Радченко ; відп. ред. О. В. Вакуленко. — К. : ДНВП «Картографія», 2005. — 336 с. — ISBN 9666315467.
- Безуглий В. В. Економічна і соціальна географія зарубіжних країн : Навчальний посібник. — К. : ВЦ «Академія», 2007. — 704 с. — ISBN 978-966-580-239-6.
- Безуглий В. В., Козинець С. В. Регіональна економічна і соціальна географія світу : Навчальний посібник. — видання 2-ге, доп., перероб. — К. : ВЦ «Академія», 2007. — 688 с. — ISBN 966-580-144-9.
- Дахно І. І. Країни світу: Енциклопедичний довідник / І. І. Дахно, С. М. Тимофієв. — К. : Мапа, 2011. — 606 с. — (Бібліотека нового українця) — ISBN 978-966-8804-23-6.
- Дахно І. І. Економічна географія зарубіжних країн : навчальний посібник. — К. : Центр учбової літератури, 2014. — 319 с. — ISBN 978-611-01-0682-5.
- Дорошенко В. І. Географія транспорту : Навчальний посібник / В. І. Дорошенко, К. Д. Діденко. — К. : Київський нац. ун-т ім. Т. Шевченка, 2010. — 183 с. — ISBN 978-966-439-329-1.
- Дубович І. А. Країнознавчий словник-довідник. — 5-те вид., перероб. і доп. — К. : Знання, 2008. — 839 с. — ISBN 978-966-346-330-8.
- Економічна і соціальна географія країн світу : Навчальний посібник / За ред. С. П. Кузика. — Л. : Світ, 2002. — 672 с. — ISBN 966-603-178-7.
- Зарубіжна транспортна географія : навчальний посібник / уклад. : Петрашевський О. Л. и др. — К. : Національний транспортний університет, 2015. — 95 с. — ISBN 978-966-632-227-5.
- Юрківський В. М. Регіональна економічна і соціальна географія. Зарубіжні країни : Підручник. — К. : Либідь, 2001. — 416 с. — ISBN 966-06-0092-5.

### Англійською
- (англ.) Modern Transport Geography / Hoyle, B. and R. Knowles (eds). — Second Edition,. — London : Wiley, 1998.
- (англ.) Rodrigue, J-P. The Geography of Transport Systems. — Fourth Edition. — N. Y. : Routledge, 2017. — 440 с. — ISBN 978-1138669574.
- (англ.) Taaffe E. J., Gauthier H. L. and O'Kelly M. E. Geography of transportation. — Second Edition. — N. Y. : Prentice Hall, 1996. — ISBN 0-13-368572-1.
- (англ.) Black, W. Transportation: A Geographical Analysis. — N. Y. : Guilford, 2003.

### Російською
- (рос.) Максаковский В. П. Географическая картина мира. Книга I: Общая характеристика мира. — М. : Дрофа, 2008. — 495 с. — ISBN 978-5-358-05275-8.
- (рос.) Максаковский В. П. Географическая картина мира. Книга II: Региональная характеристика мира. — М. : Дрофа, 2009. — 480 с. — ISBN 978-5-358-06280-1.
- (рос.) Физико-географический атлас мира. — М. : Академия наук СССР и главное управление геодезии и картографии ГГК СССР, 1964. — 298 с.
- (рос.) Шаповал Н. С. Транспортная география и транспортные системы мира : учебное пособие. — К. : Центр учбової літератури, 2006. — 188 с. — ISBN 000-0000-00-4.
- (рос.) Экономическая, социальная и политическая география мира. Регионы и страны / под ред. С. Б. Лаврова, Н. В. Каледина. — М. : Гардарики, 2002. — 928 с. — ISBN 5-8297-0039-5.
- (рос.) Энциклопедия стран мира / глав. ред. Н. А. Симония. — М. : НПО «Экономика» РАН, отделение общественных наук, 2004. — 1319 с. — ISBN 5-282-02318-0.